# If My Homie Calls
"If My Homie Calls" is de tweede single van 2Pacalypse Now, het debuutalbum van de Amerikaanse rapper 2Pac. De single werd uitgebracht in 1991 bij Interscope Records. De Billboard Hot 100 werd niet gehaald, maar in de Hot Rap Charts stond deze single op nummer 3.